# (9958) 1991 VL1
(9958) 1991 VL1 là một tiểu hành tinh vành đai chính. Nó bay quanh Mặt Trời theo chu kỳ 3.21 năm.
Discovered bởi S. Ueda và H. Kaneda ngày 4 tháng 11 năm 1991, Tên chỉ định của nó là "1991 VL1".